# Batalla de Pilar
La Batalla de Pilar (Ciudad de Mendoza, 22 de septiembre de 1829) fue un enfrentamiento armado entre unitarios y federales en el marco de las guerras civiles argentinas, que significó la momentánea recuperación de la provincia de Mendoza para el partido federal. Es especialmente conocida por la particular ferocidad con que el general vencedor, José Félix Aldao, ejecutó a los prisioneros enemigos después de la batalla, en venganza por la muerte de su hermano mientras negociaba con el jefe enemigo.

## Antecedentes
El gobierno de Juan Rege Corvalán en la provincia de Mendoza continuó la política de su antecesor, Pedro Molina, que se había identificado con el partido federal. Los unitarios, por su parte, esperaban una oportunidad para volver al gobierno, con apoyo popular o no.
El partido unitario mendocino vio acercarse sus esperanzas a partir de la invasión de José María Paz a la provincia de Córdoba y su ascenso al gobierno de esa provincia. Con la intención de reponer al gobernador cordobés Bustos, el general riojano Facundo Quiroga invadió Córdoba y pidió ayuda a sus aliados para esa campaña. En apoyo de Quiroga partió en esa dirección la mayor parte del ejército mendocino – especialmente las tropas de frontera – al mando del general José Félix Aldao.
Al conocerse en Mendoza el resultado de la Batalla de La Tablada, favorable a los unitarios, los jefes de ese partido en Mendoza decidieron apoderarse del gobierno. El ejército de Aldao no había regresado aún, debido a que su general estaba reponiéndose de una grave herida recibida en La Tablada en la ciudad de San Luis.
Por ello, aprovechando el control que tenía sobre las milicias cívicas de infantería – que no habían marchado a Córdoba y eran favorables a los unitarios – el comandante Juan Cornelio Moyano dirigió una revolución el 10 de agosto de 1829 y depuso a Corvalán, reemplazándolo interinamente por Juan Agustín Moyano. Para hacer más simpática la revolución, hizo nombrar gobernador al general Rudecindo Alvarado, veterano de las guerras de independencia.
Muchos dirigentes notables del federalismo fueron puestos en prisión, como los coroneles José y Francisco Aldao, hermanos del caudillo, pero Alvarado los puso en libertad al poco tiempo.
El coronel Aldao se puso en marcha inmediatamente sobre su provincia natal, llamando también en su auxilio Quiroga y al general riojano José Benito Villafañe.
El 21 de agosto, Aldao ingresó en la provincia de Mendoza por Corocorto – hoy Villa de la Paz – y el día 24 tuvo una entrevista con el general Alvarado en la posta de Las Catitas. Tras varias horas de conversación, se pusieron de acuerdo en llamar a elecciones, aunque cada general terminó la entrevista creyendo que el otro había cedido.

## La Batalla
Juan Cornelio Moyano asumió el mando militar de una fuerza de milicias urbanas y voluntarios unitarios, con los que adoptó una posición defensiva en la zona de la capilla del Pilar, cinco millas al este de la capital. Mientras tanto, Aldao seguía avanzando lentamente hacia Mendoza, recibiendo en el camino refuerzos enviados desde San Juan, San Luis y La Rioja, al mando respectivamente de Martín Yanzón, José Ruiz Huidobro y Benito Villafañe, e incorporando también poderosas fuerzas de artillería.
En la tarde del 21 de septiembre, las avanzadas de Aldao se tirotearon con las de Moyano. Parapetadas en los cercos de una zona de quintas, los federales aguantaron su posición varias horas, bajo una lluvia de balas inconducente que dejó a los unitarios casi sin municiones. La lucha se suspendió al llegar la noche, por intermediación de un grupo de sacerdotes enviados desde Mendoza.
En la mañana del 22 de septiembre, Aldao envió a conferenciar con Moyano a su hermano Francisco. Mientras llevaba adelante una negociación, las avanzadas de Aldao se lanzaron al ataque, seguidas por la artillería, que descargó una cerrada lluvia de munición gruesa sobre los unitarios. Uno de los oficiales de Moyano, indignado por lo que consideraba una violación a la tregua, ultimó al coronel Francisco Aldao de un tiro de pistola en el rostro.
Una carga de caballería de las fuerzas de Aldao superó rápidamente las posiciones de los hombres de Moyano, que después de los primeros tiros se quedaron sin municiones y quedaron inermes ante sus enemigos. La lucha no duró más de una hora, hasta que el campamento enemigo fue tomado por los federales. Allí encontró el general Aldao el cadáver de su hermano.

## Consecuencias
Después de la batalla, los vencedores se lanzaron sobre la capital, que fue ocupada unas horas más tarde. Aldao, furioso por la muerte de su hermano, ordenó continuar la persecución de los enemigos aún después de rendidos, de resulta de lo cual fueron ejecutados casi un centenar de hombres a larga distancia del campo de batalla. Dentro de la ciudad fueron muertos el doctor José María Salinas, el mayor Plácido Sosa, Luis Infante y los hermanos y Joaquín y José María Villanueva; este último fue degollado y dado por muerto, pero la gordura evitó su muerte –moriría en combate dos años y medio más tarde. La víctima más conocida de la matanza ordenada por Aldao fue el doctor Francisco Laprida, el sanjuanino que fuera presidente del Congreso de Tucumán en la jornada de la Declaración de independencia de la Argentina.
Moyano se refugió en casa de su primo Juan Cornelio, pero éste tuvo miedo de protegerlo y lo entregó a Aldao. Fue sometido a consejo de guerra y fusilado en Mendoza el 13 de octubre.
El general Corvalán volvió a asumir el gobierno provincial, con la misma Sala de Representantes, de la cual fueron excluidos casi todos los participantes de la revolución. Mendoza seguiría en la órbita del Partido Federal hasta después de la Batalla de Oncativo, de febrero del año siguiente, cuando el general mendocino José Videla Castillo invadió la provincia y Corvalán –faltándole el apoyo de Aldao, prisionero del general Paz– renunció al gobierno y huyó a refugiarse entre los pehuenches. Éstos lo asesinaron.